# Poecilosomella capensis
Poecilosomella capensis är en tvåvingeart som beskrevs av Papp 1990. Poecilosomella capensis ingår i släktet Poecilosomella och familjen hoppflugor. Inga underarter finns listade i Catalogue of Life.